# Glenn Micallef

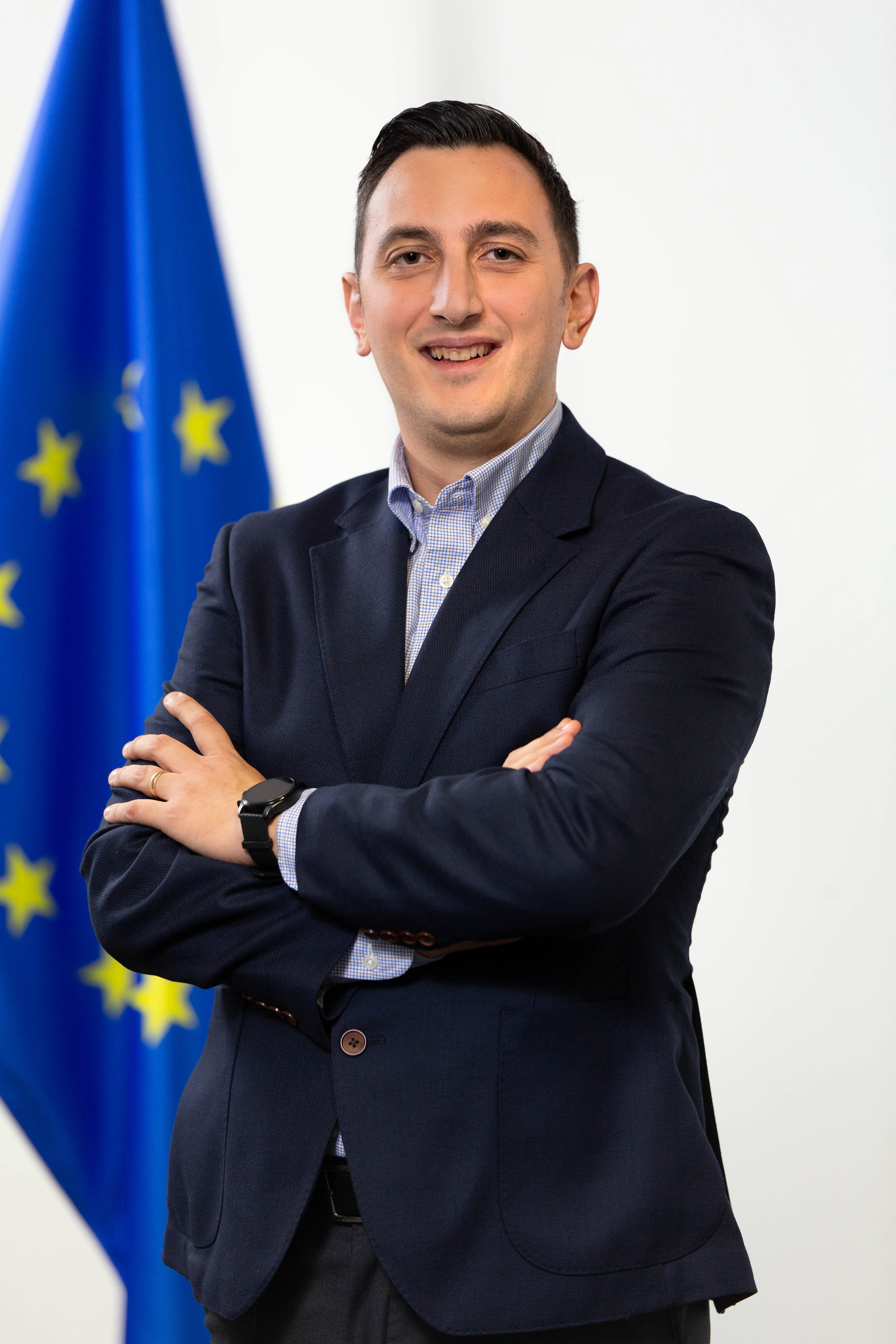
Glenn Micallef (2024)

Glenn Micallef (* 30. Juli 1989) ist ein maltesischer Politiker (Partit Laburista). Seit 2024 ist er EU-Kommissar für Generationengerechtigkeit, Jugend, Kultur und Sport in der Kommission von der Leyen II.

## Leben
Micallef studierte an der Universität Malta, wo er einen Bachelor in Wirtschaftswissenschaft und einen Master in Europapolitik, Recht und Wirtschaft erlangte. Außerdem besuchte er Kurse am College of Europe in Brügge und wurde 2023 für das Future Leaders Invitation Programme (PIPA) ausgewählt.
Nach Abschluss seines Studiums arbeitete Micallef für die Fraktion der Progressiven Allianz der Sozialdemokraten im Europäischen Parlament. Nach seiner Tätigkeit im Europäischen Parlament war er beim maltesischen Ministerium für EU-Angelegenheiten tätig, zunächst als 
Forschungsanalyst mit dem Schwerpunkt „Wettbewerbsfähigkeit“ und später als Leiter des für Außenbeziehungen und Vorbereitungen auf den maltesischen EU-Ratsvorsitz zuständigen Referats. 2017 wurde er Generaldirektor der EU-Koordinierungsabteilung im maltesischen Außenministerium. 2020 wurde er Leiter des Sekretariats des maltesischen Premierministers Robert Abela. In dieser Funktion war er Abelas europapolitischer Berater sowie Sherpa für den Europäischen Rat.
Seit dem 1. Dezember 2024 ist Micallef EU-Kommissar für Generationengerechtigkeit, Jugend, Kultur und Sport in der Kommission von der Leyen II.